# Club Deportivo y Social Juventud Unida
El Club Deportivo y Social Juventud Unida es un club argentino, fundado el 6 de septiembre de 1949. Tiene su sede en la ciudad de San Miguel. Participa en la Primera C del fútbol argentino, que orgánicamente es la cuarta división, a partir de la temporada 1986/87, para los equipos directamente afiliados a la AFA.

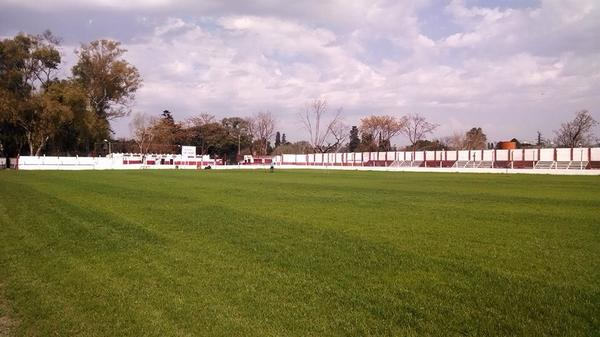
Estadio Ciudad de San Miguel.

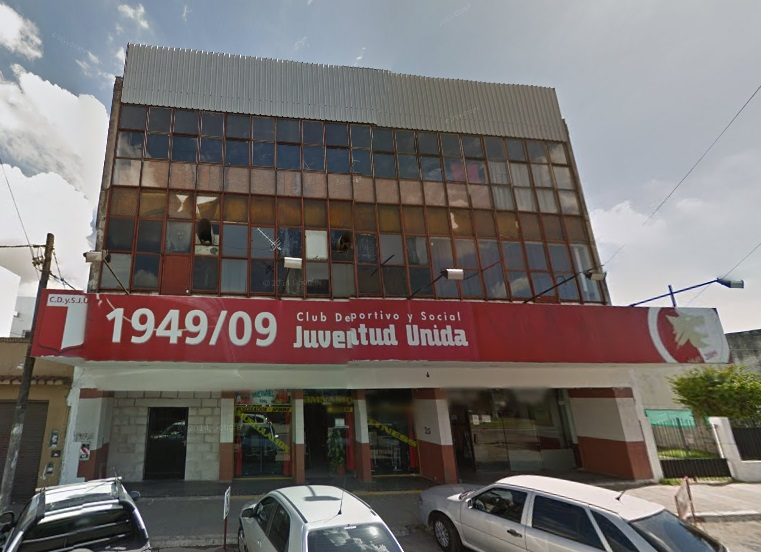
Sede Social, Juan Irigoin 1122.

Su clásico rival es el Club Social y Deportivo Muñiz de la vecina ciudad homónima.
En sus divisiones inferiores han surgido algunos valores que han sabido destacarse en el fútbol de Argentina. Es que tanto Fernando Zagharian como Víctor Zapata se han formado futbolísticamente en el “Lobo Rojo”.

## Historia
Como su nombre indica, un grupo de jóvenes que se unían a menudo a practicar diferentes actividades, entre ellas fútbol, en un bar denominado “25 de Mayo”, decidieron formar Juventud Unida, el cual fue fundado el 6 de septiembre de 1949 con una peculiar casaca color roja y blanca.
Luego de su fundación, el equipo participó de los torneos de la liga de fútbol del viejo General Sarmiento, donde obtuvo varios títulos perfilando hacia futuro lo que sería, un gran club. Ya en la década de 1950 comenzó a crecer el número de asociados y el club incorporó diversas actividades deportivas como básquet, boxeo, vóley y bochas, deportes que hasta el día de hoy se siguen dictando junto a muchos otros como artes marciales, patín artístico, patín carrera, gym, balonmano y muchas otras cosas más. En 1957, da su primer gran salto cuando se afilió a la Asociación del Fútbol Argentino. Años más tarde, en 1974, en un encuentro frente a Atlas consigue un abultado 12-0, tras lo cual el Comité Argentino de Fútbol reconoció a Juventud como “una futura promesa de nuestro futbol local”.
El 16 de julio de 1989 se dio uno de los grandes hitos del club, cuando en su estadio un combinado de jugadores de clubes del Municipio de General Sarmiento (San Miguel, Juventud Unida y Muñiz) jugara un amistoso benéfico contra Boca Juniors, cayendo por 2 a 0. Encabezaba la delegación el vicepresidente de la entidad de la ribera Carlos Heller. Este evento fue cubierto por Radio Crisol de Los Polvorines encabezado por el periodista Juan Carlutti, el más respetado de la zona. Boca Juniors formó con Néstor Merlo, Stafuza, Simón, Erbín y Sergio Berti; Fabián Carrizo, Marangoni, José Luis Villarreal, Pico; Graciani y Latorre. El técnico fue Carlos Aimar. Se ingresaba donando un alimento no perecedero. Era el momento de la hiperinflación.
En 1992 tuvo su primer ascenso a la Primera C por torneo reducido. Permaneció dos temporadas en la cuarta categoría, hasta descender a la Primera D tras culminar la Temporada 1993/1994. Pasarían cuatro temporadas para que se diera el regreso a la "C".
Más tarde, ya en el torneo 1997/98, logra ser el primer equipo del ascenso en gritar campeón 2 veces seguidas, tanto en el Apertura como en el Clausura obteniendo el ascenso a la Primera C luego de golear a Ferro Carril Urquiza por 4 a 1 de local.
En el año 2011 se da uno de los hitos más importantes en la historia de Juventud Unida al enfrentar al Club Atlético Platense en un partido de noche en el marco de la Copa Argentina 2011/2012.
El 9 de junio de 2014 consiguió el ascenso a la Primera C al empatar en la final del Reducido 2 a 2 ante Yupanqui con goles de Gonzalo Vivanco y Ezequiel Cano. En la ida, el Lobo Rojo había ganado por 2 a 1 como visitante. Fue el tercer ascenso para el equipo del partido de San Miguel luego de 15 años de espera.
En la temporada 2016 regresó a la Primera D luego de perder la categoría.

## Estadio
En 1957, a la par de su afiliación a la AFA, el club presenta oficialmente su primer estadio, ubicado en la intersección de las calles León Gallardo y Salerno, en la localidad de San Miguel.Utilizó esta cancha hasta la temporada 1960 inclusive, dejando de usarla al año siguiente.
En la temporada 1961 el club comienza a utilizar un recinto ubicado en la intersección de las calles Sarmiento y Azcuénaga, ubicado en la localidad de Muñiz, lindero a la estación homónima, donde en varias oportunidades también hizo de local el club que lleva ese mismo nombre. En los boletines de AFA y periódicos de la época esta cancha era referenciada como perteneciente al Deportivo Español ya que las inferiores de dicho club fueron las primeras en hacer de local en ese predio. Sin embargo el primer equipo de esa institución nunca hizo de local allí. Tanto Juventud Unida como Muñiz hicieron de local allí casi todas las fechas a lo largo del torneo de 1961.
Finalmente, todavía en los primeros años de esa década, le ceden a Juventud Unida definitivamente esos terrenos y monta su estadio en esa ubicación, dejando atrás su cancha en la localidad de San Miguel debido a que tanto el campo de juego como todo el predio estaban en un estado muy precario. De esta manera, el recinto ubicado en Sarmiento y Azcuénaga se convierte definitivamente en el estadio del club, que hasta el día de hoy aún se encuentra allí.
Varias décadas después, en los años '90, el presidente de ese momento lo bautizó con el nombre de Franco Muggeri en honor a un expresidente. Años más tarde el mismo fue modificado para pasar a llamarse Néstor Begni. A partir de la temporada 2014, la comisión directiva actuante, cambió el nombre a Ciudad de San Miguel en homenaje a la localidad en la que se encuentra ubicado. Cabe destacar que el estadio tiene capacidad para albergar unas 3200 personas aproximadamente.
Actualmente el estadio se encuentra cerrado por remodelaciones generales en su totalidad.

## Indumentaria y patrocinador
| Período       | Proveedor       |
| ------------- | --------------- |
| 1980-1990     | Uribarri        |
| 1990-1997     | ED              |
| 1997-1999     | Penalty         |
| 1999-2003     | Dana            |
| 2003-2004     | Emsport         |
| 2004-2007     | Dana            |
| 2007-2008     | Wru Sport       |
| 2008-2009     | Dana            |
| 2009-2011     | Sport 2000      |
| 2011-2012     | Wru Sport       |
| 2012-2013     | Dana            |
| 2013          | Vi Sports       |
| 2014          | Dana            |
| 2014-2017     | MC              |
| 2017          | De Aká          |
| 2018-2019     | Meglio          |
| 2019          | Cialf           |
| 2020          | Asport          |
| 2021          | Fanáticos       |
| 2022-2023     | Il Ossso Sports |
| 2024-presente | Fortius         |

| Período   | Patrocinador                                 |
| --------- | -------------------------------------------- |
| 1980-1989 | Ninguno                                      |
| 1989-1995 | Línea 57 Atlántida                           |
| 1995-1997 | Maire Surrey-Bryant                          |
| 1997-1999 | Katefa Konfort                               |
| 1999-2002 | Dana                                         |
| 2002-2003 | Aldo Rico Gobernador                         |
| 2003-2004 | Parrilla La Posta de las Carretas            |
| 2004-2010 | Esic                                         |
| 2010-2012 | La Primera de Grand Bourg                    |
| 2012-2013 | La Primera de Grand Bourg/PDA Campo y Jardín |
| 2013      | Ninguno                                      |
| 2014      | La Fábrica/Frigorífico First                 |
| 2015-2019 | Bingo San Miguel                             |
| 2019      | Viviendas Crecer                             |
| 2020      | Autos Pilar                                  |
| 2021      | Ninguno                                      |

## Datos del club
- Temporadas en Primera División: 0
- Temporadas en Primera B Nacional: 0
- Temporadas en Primera B: 0
- Temporadas en Primera C: 6 (1992/93-1993/94,1998/99, 2014-2015, 2024-)
- Temporadas en Primera D: 65 (1957-1991/92, 1994/95-1997/98, 1999/00-2013/14, 2016-2023)

##### Total
- Temporadas en Cuarta División: 35
- Temporadas en Quinta División: 35

- Máximo goleador: Lionel Fonzalida con 79 goles (10 en Primera C, 69 en Primera D).[3]
- Mayor cantidad de presencias: Lionel Fonzalida con 277 partidos (42 en Primera C y 235 en Primera D).[3]

-La Temporada 2014 fue un torneo de transición por una reestructuración del Fútbol Argentino, y se llevó a cabo durante el segundo semestre del año.

## Rivales
- Club Social y Deportivo Muñiz

| Motivo     | PJ | G JU | E  | G M | Gol JU | Gol M |
| ---------- | -- | ---- | -- | --- | ------ | ----- |
| Primera D* | 54 | 27   | 14 | 13  | 107    | 69    |
| Total      | 54 | 27   | 14 | 13  | 107    | 69    |

| PJ: Partidos Jugados         |
| G JU: Ganador Juventud Unida |
| G M: Ganador Muñiz           |
| E: Empate                    |

-En la Temporada 1986/87, en el partido que Muñiz era local, el Tribunal de Disciplina le dio por ganado el partido a Muñíz por mala inclusión de César Omar Trejo (JU)

•Club Atlético San Miguel

## Palmarés

### Títulos nacionales
| Campeonatos nacionales (2) | Campeonatos nacionales (2) | Campeonatos nacionales (2) |
| Competición                | Títulos                    | Subcampeonatos             |
| -------------------------- | -------------------------- | -------------------------- |
| Primera D (1/2)            | 1997-98                    | 1980, 1991-92              |

### Liga General Sarmiento
| Liga General Sarmiento (5) | Liga General Sarmiento (5)   | Liga General Sarmiento (5) |
| Competición                | Títulos                      | Subcampeonatos             |
| -------------------------- | ---------------------------- | -------------------------- |
| Primera División (5)       | 1951, 1952, 1954, 1955, 1956 |                            |

### Otros logros
- Ascenso a Primera C por Torneo Reducido (1): 2013-14
- Ascenso a Primera C por decreto (1): 1991-92

## Goleadas

### A favor
- En Primera D: 12-0 a Atlas en 1974
- En Primera D: 7-0 a Muñiz en 2007
- En Primera D: 6-2 a Acassuso en 1979
- En Primera D: 5-0 a Claypole en 2013

### En contra
- En Primera C: 0-6 vs Club Social y Deportivo Flandria en 2014
- En Primera C: 0-4 vs Defensores de Cambaceres en 1999
- En Primera C: 0-7 vs Talleres de Escalada en 2015
- En Primera D: 0-9 vs Argentino de Merlo en 1983